# Regno d'Ungheria (1538-1867)
Il Regno d'Ungheria (o Ungheria Reale) tra il 1538 e il 1867 fu parte integrante dei territori della Monarchia asburgica, per poi venire incorporato nell'Impero austriaco.

## Preambolo
Dopo la battaglia di Mohács il paese si trovava governato da due re incoronati (Giovanni I e Ferdinando I). Inizialmente il territorio si trovava conteso tra i due, in quanto entrambi pretendevano di disporre dell'unica corona. Si raggiunse un temporaneo accordo con una divisione interna nel 1538 grazie al trattato di Gran Varadino, con il quale gli Asburgo ottennero tutta l'Ungheria a nord ed a ovest del paese (Ungheria Reale), con capitale posta a Presburgo. Giovanni I si assicurò i possedimenti orientali (noti con il nome di Regno dell'Ungheria orientale). Dopo il 1541 le contee del centro e del sud vennero a tutti gli effetti annesse al dominio turco per i successivi 150 anni.
In un primo tempo le terre ungheresi governate dagli Asburgo erano ritenute come il vero "Regno d'Ungheria" e indicate come "Ungheria Reale". L'Ungheria Reale era il simbolo della continuità di leggi formali dopo l'occupazione ottomana, dal momento che gli Asburgo preservarono tutte le tradizioni legali locali, pur divenendo il territorio de facto una provincia asburgica. La nobiltà ungherese costrinse ad ammettere l'Ungheria come un'unità speciale delle terre asburgiche, che doveva essere retta in conformità alle sue specifiche leggi nazionali. Ciò nonostante, la storiografia ungherese posiziona la Transilvania in diretta continuità con il Regno medievale d'Ungheria per il mantenimento che questa parte del regno ebbe per gli interessi della tradizione ungherese.
Sotto i termini del trattato di Karlowitz, che pose fine alla grande guerra turca nel 1699, gli ottomani cedettero tutta l'Ungheria ottomana agli Asburgo. I nuovi territori vennero uniti a quelli già presenti nel Regno d'Ungheria.
Il regno fu solo formalmente parte dell'Arciducato d'Austria. Esso fu un regnum independens, ovvero una terra separata secondo l'Articolo X promulgato nel 1790. Dopo la cessazione del Sacro Romano Impero il nuovo titolo d'Imperatore d'Austria dei monarchi asburgici non ebbe alcun valore per la costituzione ungherese, che convocò pertanto la Dieta per proclamare ufficialmente Francesco I quale sovrano nazionale.
Le due principali ribellioni ungheresi di questo periodo furono la guerra d'indipendenza di Rákóczi all'inizio del XVIII secolo e la rivoluzione ungherese del 1848 che segnò un'importante evoluzione nella politica nazionale. Il regno divenne parte costituente della monarchia duale dell'Impero austro-ungarico nel 1867.

## Storia

### Dominazione turca
Con la battaglia di Mohács l'Ungheria venne divisa in tre parti: a ovest e a nord la cosiddetta "Ungheria Reale", controllata dagli Asburgo; a est il principato di Transilvania, tributario della Sublime porta, e al centro e al sud l'Ungheria ottomana, divisa nei "vilajeti" di Buda e Temesvár (l'odierna Timişoara).
Mentre il Principato di Transilvania era un principato autonomo retto da sovrani protestanti, le regioni del centro e del sud dell'Ungheria direttamente controllate da funzionari della Sublime Porta vennero organizzate sul modello delle altre province dell'impero ottomano: governatori turchi si stabilirono nelle principali città, mentre ampie regioni si spopolarono. Molti contadini, infatti, erano fuggiti al nord al seguito dei loro padroni o si erano dati al banditismo, mentre gli artigiani turchi si erano sostituiti a quelli ungheresi e le chiese e i conventi cristiani erano stati trasformati in moschee, in ribāṭ e in hammam.

### La quarta guerra austro-turca

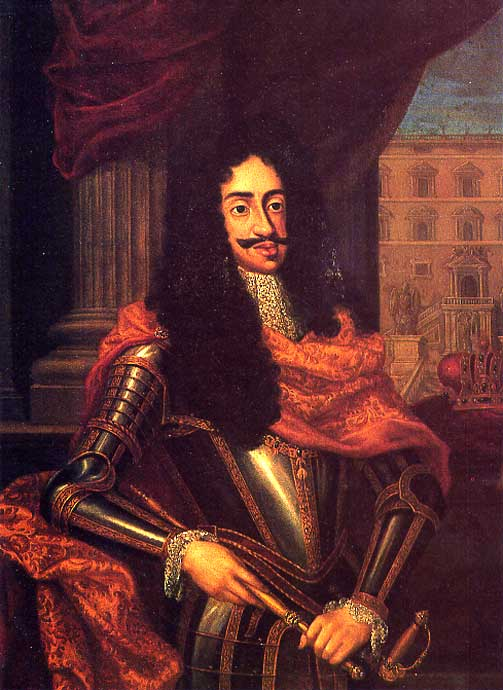
L'imperatore Leopoldo I

La guerra austro-turca (1663-1664), detta anche 4ª guerra austro-turca, durò solo due anni e terminò con la pace di Eisenburg che sancì la rinuncia, da parte ottomana, alle pretese di espansione in Europa per almeno 20 anni. La guerra rappresentò un successo per l'imperatore austriaco Leopoldo I, il cui comandante in capo Raimondo Montecuccoli aveva sorpreso e sconfitto nella battaglia di Mogersdorf l'esercito ottomano sulla via di Vienna. Sultano dell'Impero ottomano era allora Mehmet IV.
I nobili ungheresi rimasero però delusi dalle condizioni della Pace di Eisenburg in cui l'Austria, nonostante le vittorie, si era mostrata arrendevole e aveva ceduto ai Turchi due piazzeforti, il che ebbe conseguenze dirette sul complotto ungaro-croato.
Gli impegni del trattato di Eisenburg avrebbero avuto fine nel 1683.

### Dall'Impero ottomano all'Impero austriaco
Nel 1683, allo scoppio della quinta guerra austro-turca fu stipulato il patto della Lega Santa contro gli ottomani. Il re di Polonia Sobieski, l'imperatore Leopoldo I e la Repubblica di Venezia stipularono un accordo il cui scopo esclusivo era la lotta contro i turchi. Il primo obiettivo fu la liberazione di Buda e il 2 settembre 1686 le truppe imperiali conquistarono la fortezza.
Il 12 agosto 1687 ebbe luogo a Mohács la seconda battaglia di Mohács, nella quale l'esercito imperiale, guidato dal duca Carlo V di Lorena, inflisse ai turchi una grave sconfitta, le cui conseguenze furono: il duca di Lorena poté liberare Osijek e la Slavonia, mentre il Principato di Transilvania fu nuovamente annesso all'Ungheria. Gli ungheresi accolsero con gioia l'evento, anche se non si facevano certamente illusioni sugli intenti degli Asburgo e, sotto l'impressione di questi risultati, la Dieta ungherese del 1687 riconobbe alla casa d'Asburgo l'ereditarietà della corona, nel senso che gli ungheresi si impegnarono a non eleggere come sovrano nessun altro che il primogenito del re di Casa d'Austria. Il novenne primo figlio dell'imperatore Leopoldo I, Giuseppe, divenne così re d'Ungheria. In questo modo per la corte degli Absburgo cadevano anche gli ultimi ostacoli giuridici ad una completa e illimitata colonizzazione di un paese che in passato era stato tra i più ricchi d'Europa, con una popolazione pari almeno a quella dell'Inghilterra, e che faceva gola soprattutto per le fertili regioni agricole e i giacimenti minerari (compreso l'oro) del nord e della Transilvania.
In meno del previsto le truppe imperiali liberarono il Paese: nel 1688 cadde Belgrado e con la battaglia decisiva di Zenta, vinta dagli imperiali guidati da Eugenio di Savoia, i turchi furono cacciati definitivamente dall'Ungheria. Il trattato di pace venne firmato a Carlowitz nel 1699 mise fine a centocinquant'anni di occupazione ottomana.
Ma, nonostante l'incoronazione dell'arciduca d'Austria Giuseppe I come re d'Ungheria, sarà solo nel 1711, con Carlo VI che gli ungheresi riconosceranno il legame personale con l'Austria, legame che si protrarrà non senza contrasti fino alla prima guerra mondiale.

### Il Settecento

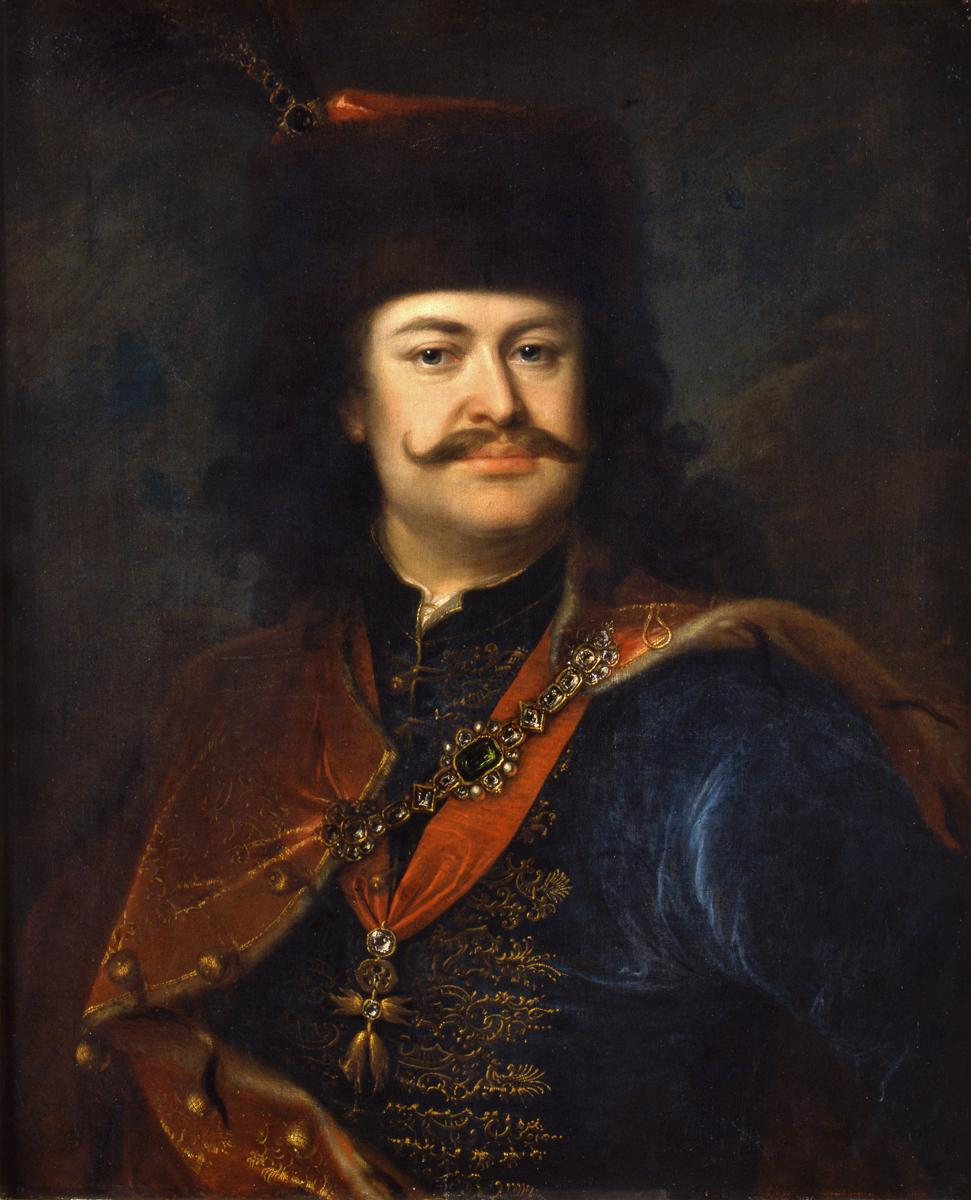
Francesco II Rákóczi, il magnate ungherese che all'inizio del Settecento tentò di scalzare dal suolo patrio il governo asburgico invocando all'indipendenza nazionale

Il controllo degli Asburgo sui possedimenti turchi iniziò ad aumentare sotto il regno di Leopoldo I. Alla Dieta dell'"Ungheria Reale" tenutasi a Presburgo nel 1687, l'imperatore promise di osservare tutte le leggi ed i privilegi ungheresi, ma impose il riconoscimento ufficiale dell'ereditarietà del trono d'Ungheria agli Asburgo, abrogando le pretese degli altri nobili. Nel 1690 Leopoldo iniziò la ridistribuzione delle terre conquistate ai turchi. I nobili protestanti e gli altri ungheresi che si erano dimostrati infedeli alla causa regia, persero i loro possedimenti che vennero assegnatia stranieri. Vienna controllava la politica estera, la difesa e le finanze dell'Ungheria.
La repressione dei protestanti e la divisione delle terre frustrò gli ungheresi e nel 1703 una sommossa contadina portò a un periodo di otto anni di rivolta contro il governo degli Asburgo. In Transilvania, che divenne nuovamente parte dell'Ungheria dalla fine del XVII secolo (come provincia, nota come "Principato di Transilvania" con una propria Dieta di sede a Gyulafehérvár), la popolazione venne riunita sotto Francesco II Rákóczi, un magnate cattolico. Gran parte dell'Ungheria presto si schierò dalla parte di Rákóczi, e la Dieta ungherese votò per annullare i diritti di successione al trono degli Asburgo. Ad ogni modo la sfortuna si riversò ancora una volta sugli ungheresi quando gli Asburgo si riappacificarono a ovest dei loro possedimenti e si rivolsero completamente alla causa dell'Ungheria. La guerra si concluse nel 1711, quando il conte Károlyi, generale delle armate ungheresi concluse il Trattato di Szatmár. Il trattato prevedeva ancora una volta la sottomissione degli ungheresi agli Asburgo ma l'obbligo da parte dell'imperatore di convocare periodicamente la Dieta di Presburgo e di garantire l'amnistia a tutti i ribelli.
Il successore di Leopoldo, re Carlo III (1711-40), era intenzionato a costruire relazioni operose con l'Ungheria dopo il Trattato di Szatmár. Carlo chiese alla Dieta di Budapest di approvare la Prammatica Sanzione, con la quale si prevedeva che i monarchi asburgici non potessero reggere l'Ungheria come imperatori, ma come re soggetti alla costituzione e alle leggi ungheresi. Egli sperava che la Prammatica Sanzione avrebbe potuto mantenere intatte tutte le terre del vasto impero asburgico anche se sua figlia Maria Teresa avesse dovuto succedergli come unica erede al trono. La Dieta approvò la Prammatica Sanzione nel 1723 e l'Ungheria divenne così una monarchia ereditaria sotto il comando degli Asburgo per tutto il periodo in cui la dinastia rimase al potere. A livello pratico, però, Carlo e i suoi successori governarono perlopiù autocraticamente, controllando tutti gli aspetti della vita pubblica e sociale dell'Ungheria a eccezione dell'imposizione delle tasse che dovevano essere promulgate con il consenso dei nobili locali.
Carlo organizzò il paese con un'amministrazione centralizzata e nel 1715 fondò un nuovo esercito stabile sotto il suo diretto comando, interamente composto da persone non-nobili. Questa politica ridusse gli obblighi militari dei nobili senza abrogare la loro esenzione dalla tassazione. Carlo inoltre bandì la conversione al protestantesimo, richiedendo agli impiegati civili di professare obbligatoriamente il cattolicesimo.

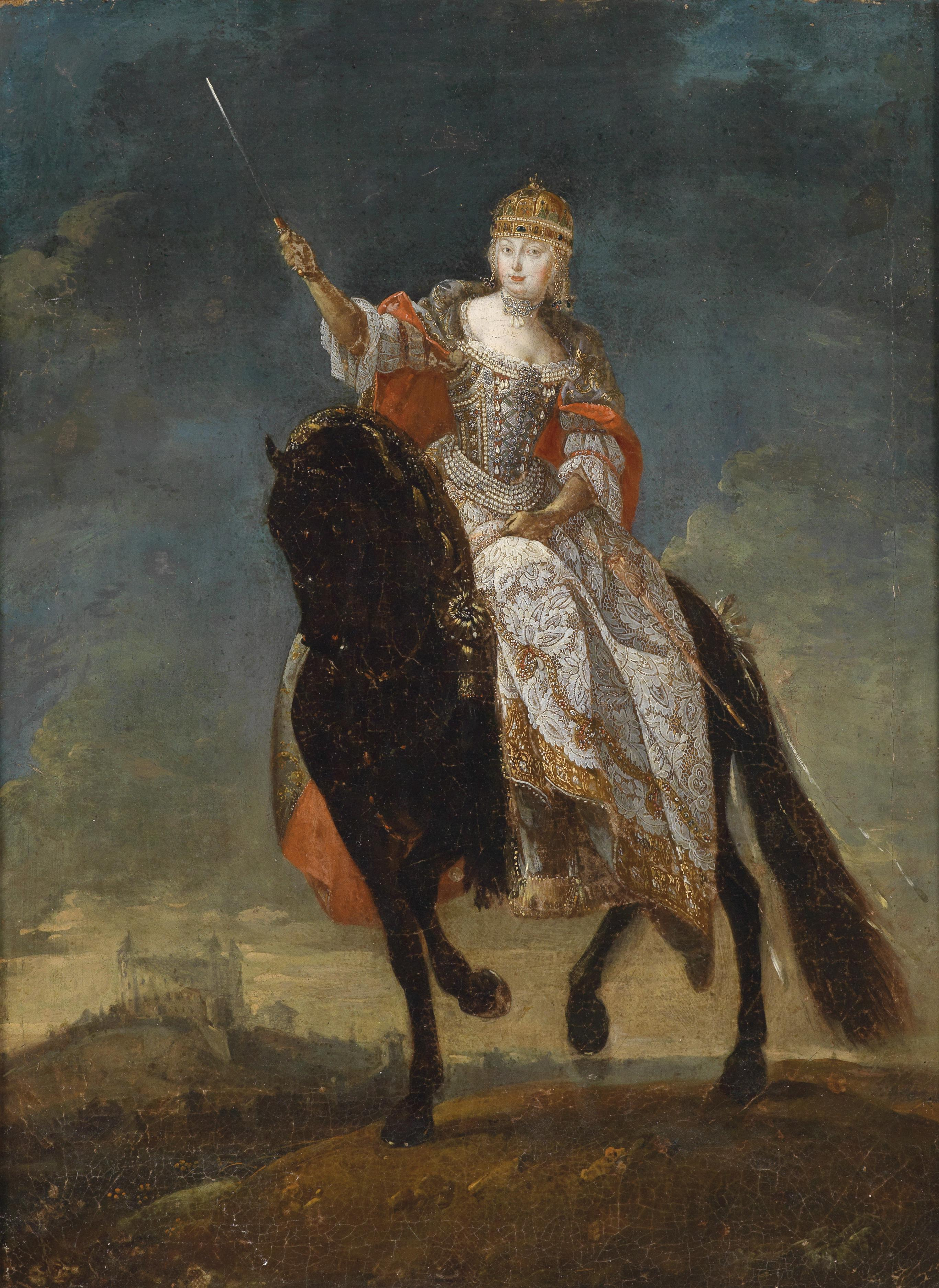
Maria Teresa durante la sua cerimonia d'incoronazione a regina d'Ungheria tenutasi a Presburgo nel 1741

Maria Teresa (1741-80) si scontrò da subito con la potente Prussia di Federico II quando divenne capo della casata degli Asburgo. Nel 1741 ella presenziò per la prima volta la Dieta di Budapest portando con sé il figlio da poco avuto e seppe guadagnarsi il supporto dei nobili ungheresi i quali vedevano nel mantenimento degli Asburgo sul trono ungherese la sicurezza della difesa dei loro interessi. In Ungheria, Maria Teresa fondò diverse scuole speciali per attirare molti nobili ungheresi a Vienna.
Sotto Carlo prima e Maria Teresa poi, l'Ungheria iniziò un profondo declino economico. Secoli di occupazione ottomana e guerre avevano ridotto drasticamente la popolazione ungherese e gran parte del paese, in particolar modo a sud, era disabitato. Cogliendo l'occasione i proprietari terrieri locali si organizzarono per recuperare il loro potere. Per tutta risposta gli Asburgo iniziarono a colonizzare l'Ungheria con un gran numero di contadini provenienti da tutta l'Europa, in particolare slovacchi, serbi, croati e tedeschi. Da Vienna e dalla Polonia migrarono anche molti ebrei. La popolazione dell'Ungheria venne più che triplicata ad 8.000.000 di abitanti tra il 1720 ed il 1787, ma solo il 39% della popolazione era magiaro, perlopiù persone viventi nelle regioni centrali della nazione.
Nella prima metà del XVIII secolo l'Ungheria aveva ancora un'economia arretrata basata sull'agricoltura che occupava il 90% della popolazione. Il baratto aveva rimpiazzato le transazioni monetarie e poco era il commercio generalmente esistente. Dopo il 1760 si sviluppò del lavoro in surplus. La popolazione dei servi della gleba aumentò, aumentando la pressione sulle terre agricole, diminuendo quindi lo standard di vita degli stessi servi. Come risposta a tutto ciò Maria Teresa emise il suo Urbarium del 1767 per evitare che i servi della gleba potessero essere liberati e limitando le corvée. Malgrado i suoi sforzi la popolazione richiedeva sempre più grano (che veniva generalmente conservato male e quindi perlopiù perduto durante le annate) e la situazione peggiorò. Tra il 1767 ed il 1848 molti servi vennero lasciati liberi dalle loro mansioni, ma questi divennero poi lavoratori agricoli senza terra oppure iniziarono a cercare lavoro nelle fabbriche dei villaggi più grandi.

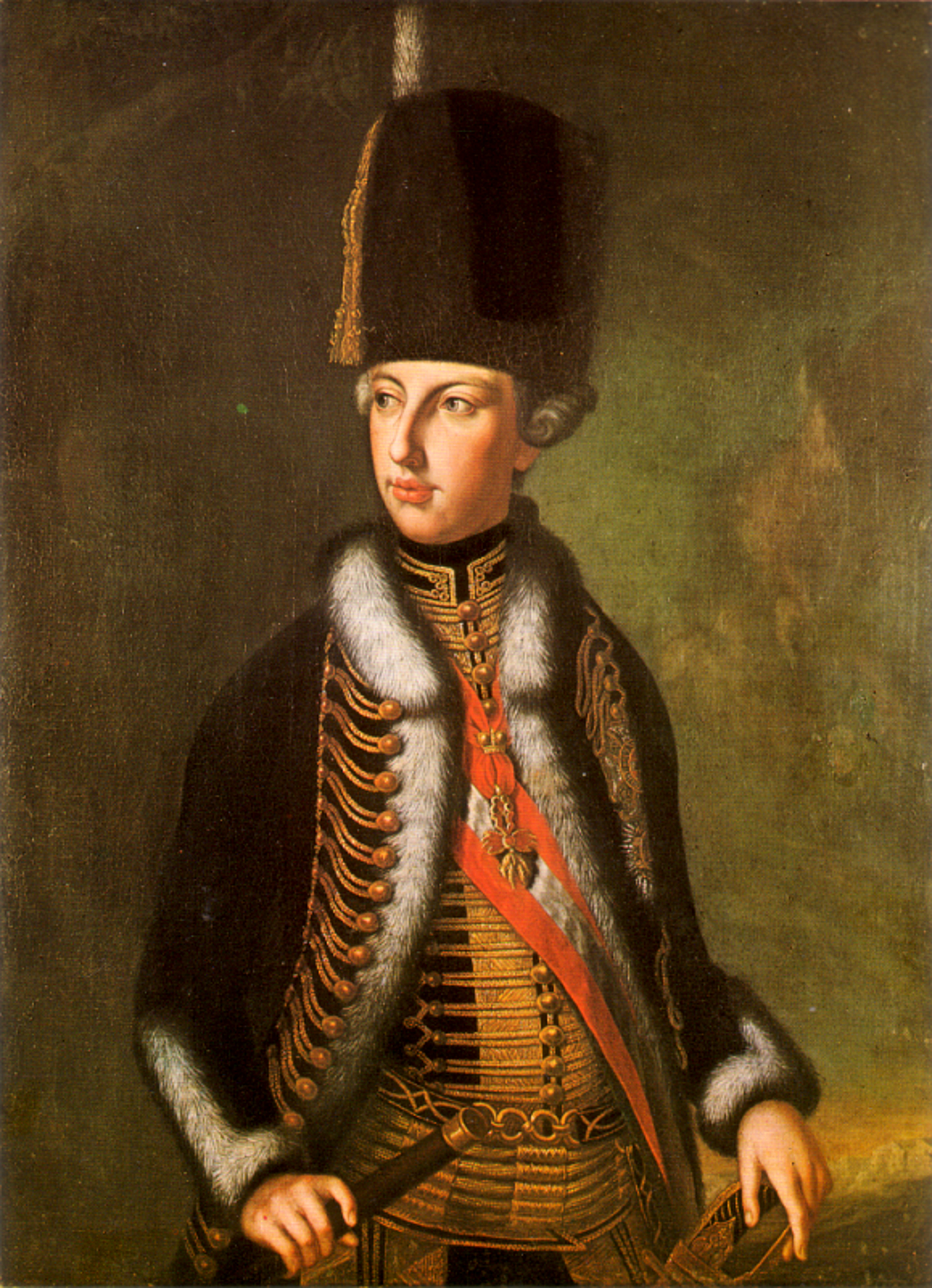
Ritratto di Giuseppe II in abiti tradizionali ungheresi

Giuseppe II (1780-90), sovrano dinamico e fortemente influenzato dall'Illuminismo, riuscì a risollevare l'Ungheria dalla sua situazione quando ereditò il trono da sua madre, Maria Teresa. Attraverso il giuseppinismo, Giuseppe II tentò di centralizzare il controllo dell'impero reggendolo come un despota illuminato, al punto da giungere a rifiutare l'incoronazione ufficiale in Ungheria per non sentirsi obbligato poi a sottostare alla costituzione del luogo. Tra il 1781 e il 1785 Giuseppe emise tre patenti di tolleranza, che garantirono a ortodossi, luterani, calvinisti ed ebrei i pieni diritti civili e libertà di professione. Egli decretò inoltre che il tedesco avrebbe rimpiazzato il latino nei documenti ufficiali come accadeva nel resto dell'Impero e concesse ai contadini la libertà di lasciare i loro padroni, di sposarsi e di porre i loro figli a condurre altri lavori. Ungheria, Slavonia, Croazia, Frontiera Militare austriaca e Transilvania divennero un unico territorio, noto con il nome di Regno d'Ungheria. Quando i nobili ungheresi si rifiutarono di rinunciare alla loro prerogativa di esenzione dalle tasse Giuseppe II bandì le importazioni di beni lavorati ungheresi in Austria così da costringere i nobili a recedere dalle loro posizioni.
Le riforme di Giuseppe oltraggiarono i nobili ed il clero ungherese e i contadini non furono soddisfatti alimentando il malcontento per le tasse, per la coscrizione obbligatoria e per la requisizione di rifornimenti. Gli ungheresi percepirono inoltre la riforma della lingua introdotta da Giuseppe come un vero e proprio tentativo di egemonia culturale e reagirono continuando ad utilizzare la loro lingua madre. I nobili di bassa estrazione furono in aperto contrasto con l'alta aristocrazia, della quale meno della metà era ungherese. Il risveglio nazionale ungherese contribuì anche a smuovere gli animi di slovacchi, rumeni, serbi e croati in Ungheria e Transilvania che si sentivano schiacciati dall'egemonia tedesca e ungherese.
Negli ultimi anni del suo regno Giuseppe portò avanti una costosa e sfortunata campagna contro i turchi che indebolì l'impero. Il 28 gennaio 1790, tre settimane prima della sua morte, l'imperatore emise un decreto cancellando tutte le sue precedenti riforme come la patente di tolleranza e l'abolizione degli ordini religiosi.
Il successore di Giuseppe, Leopoldo II (1790-92), reintrodusse la tecnicità burocratica che delineò l'Ungheria come un paese separato dal resto della monarchia asburgica. Nel 1791 la Dieta passò la Legge X, che stabilì lo status dell'Ungheria come regno indipendente governato da un solo re in accordo alle leggi locali. La Legge X divenne successivamente la legge di base per tutte le riforme statali che interessarono l'Ungheria dal 1825 al 1849. Le nuove leggi richiesero sempre l'approvazione sia del re che della Dieta e il latino venne restaurato come lingua ufficiale super partes. Leopoldo morì nel marzo del 1792 poco prima dello scoppio del regime del Terrore della Rivoluzione francese.

### La prima metà del XIX secolo
L'assolutismo illuminato ebbe fine in Ungheria sotto il successore di Leopoldo, Francesco I (regnante dal 1792 al 1835), che mostrò tutta la sua avversione ai mutamenti di fine Settecento portando l'Ungheria a decenni di stagnazione politica. Nel 1795 la polizia ungherese arrestò Ignác Martinovics e molti pensatori del paese di fazione giacobina che tentavano di instaurare anche in Ungheria un regime radicalmente democratico ed egualitario. Le esecuzioni pubbliche dei congiurati posero fine a ogni forma di opposizione al governo asburgico in Ungheria e per trent'anni le idee d'indipendenza rimasero confinate nei campi della poesia e della filosofia. I magnati, che temevano l'influsso delle idee rivoluzionarie che poteva fare precipitare gli eventi in una sommossa popolare, videro nel mantenimento della corona un valido strumento per conservare i loro privilegi.
Dall'inizio del XIX secolo le richieste dei produttori agricoli ungheresi avevano spostato la produzione da un tipo di agricoltura di sussistenza su piccola scala e per il commercio locale ad una produzione più su larga scala ed orientata ai mercati di maggior rilievo. Vennero migliorate le strade e le vie d'acqua, riducendo i costi dei trasporti, mentre l'urbanizzazione di Austria, Boemia e Moravia e la necessità di rifornimenti per le guerre napoleoniche, richiesero all'Ungheria una maggiore produzione di cibo e vestiti da produrre in loco con l'aumento di manodopera e manifatture del campo. Nuove terre vennero ripulite e rese coltivate ed i metodi di coltivazione vennero migliorati e implementati. L'Ungheria non ebbe moltissimi benefici da questo boom economico ad ogni modo dal momento che la maggior parte di questi profitti passava dalle mani dei magnati i quali non consideravano tale ricchezza un capitale da reinvestire in nuove attività, ma semplicemente un metodo per arricchire le loro casse e aumentare il lusso delle loro vite.

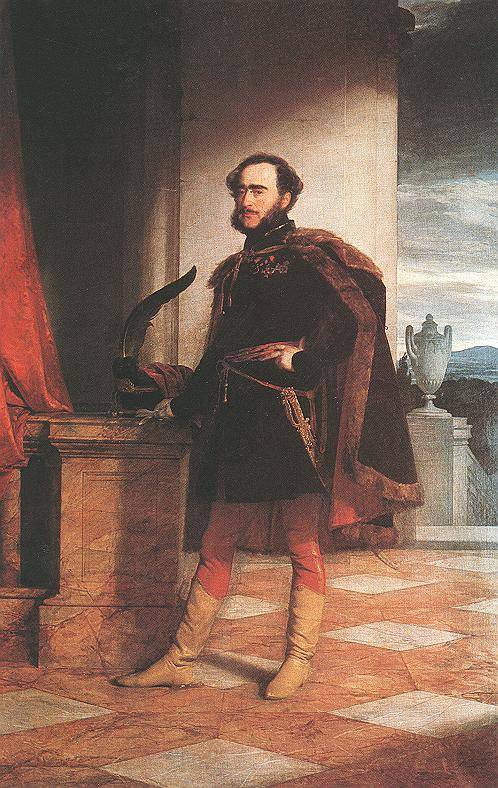
István Széchenyi, prima grande figura dell'epoca delle riforme in Ungheria

La sconfitta finale di Napoleone portò ad un nuovo periodo di recessione. Il prezzo del grano collassò così come la domanda, aumentando i debiti di gran parte della bassa nobiltà ungherese. La povertà portò gran parte dei nobili di bassa estrazione a lavorare per sopravvivere, e i loro figli intrapresero spesso carriere nel campo civile e professionale piuttosto che vivere di rendita come avevano sempre fatto. Il declino di questa classe sociale continuò malgrado il fatto che le esportazioni dell'Ungheria nel 1820 avevano ampiamente superato i livelli del tempo di guerra. I membri di questa nuova Intelligencija si appassionarono presto ad ideali politici radicali organizzandosi per i mutamenti politici che l'Ungheria stessa subirà nel corso dell'Ottocento.
Francesco I raramente convocò la Dieta (solitamente alcuni suoi membri venivano convocati dall'imperatore in tempo di guerra). Le difficoltà economiche portarono al malcontento generale che spinse il re nel 1825 a convocare una Dieta dopo quattordici anni di iato, apportando riforme minime per il paese ma accogliendo le richieste della nobiltà ungherese che chiedeva meno ingerenze del sovrano negli affari dell'aristocrazia locale.

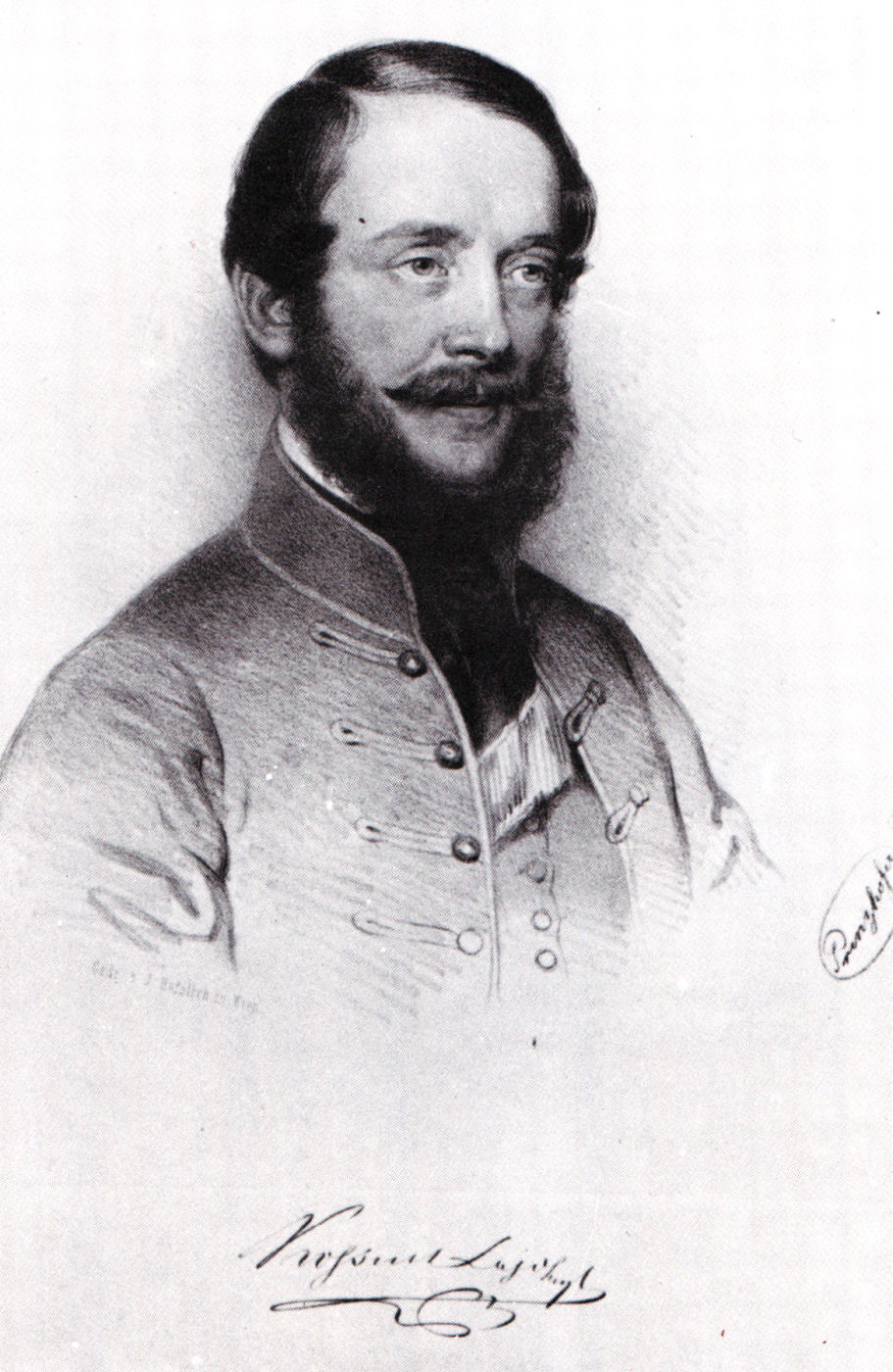
Lajos Kossuth, il più popolare tra i riformatori ungheresi del XIX secolo

La prima grande figura dell'età delle riforme in Ungheria e durante la convocazione della Dieta del 1825 fu il conte István Széchenyi, magnate di una delle più potenti famiglie d'Ungheria, che scioccò la Dieta al suo primo discorso proponendo la costruzione di un'Accademia delle Arti e delle Scienze d'Ungheria, prevedendo una tassa apposita per questo scopo che andasse finanziata da parte della nobiltà. Nel 1831 molti nobili arrabbiati bruciarono pubblicamente copie dell'opera di Szechenyi dal titolo Der Hitel (Il credito), nel quale egli aveva criticato i privilegi della nobiltà ungherese come deleteri per la difesa e la moralità del paese stesso. Szechenyi richiamava la necessità di una rivoluzione economica e riteneva che solo i magnati, per la loro forza politica ed economica, erano in grado di portare avanti riforme concrete in questo senso. Szechenyi favorì notevoli contatti con l'Impero asburgico e richiese l'abolizione della servitù della gleba, nonché la tassazione per i proprietari terrieri e lo sviluppo economico con la fondazione di una banca nazionale e l'introduzione di nuovi posti di lavoro. Egli ispirò anche la costruzione di un ponte sospeso che collegasse Buda con Pest. Le iniziative riformistiche di Szechenyi fallirono però, perché esse andavano ad intaccare proprio i privilegi dei magnati, che non erano inclini ai cambiamenti.
Il più importante tra i riformatori ungheresi di questo periodo, Lajos Kossuth, figlio di un proprietario terriero rimasto espropriato dei propri possedimenti perché di fede protestante, aveva studiato legge e poi si era trasferito a Pest. Qui egli pubblicò dei commentari alle attività della Dieta che lo resero popolare in particolare tra i giovani ungheresi e per le mentalità aperte nel paese. Kossuth venne imprigionato nel 1836 per tradimento. Dopo il suo rilascio nel 1840 egli aveva ottenuto grande notorietà come editore di giornali. Kossuth capì che solo la separazione politica ed economica dall'Austria avrebbe potuto risolvere la piaga ungherese. Fu il primo a proporre una democrazia parlamentare, l'industrializzazione del paese, una tassazione generale equa, l'espansione delle esportazioni e l'abolizione dei privilegi della nobiltà e della servitù della gleba. Ma Kossuth era anche un patriota ungherese e pertanto questa sua condizione gli mosse le opposizioni delle minoranze etniche del regno. Kossuth ottenne supporto tra i liberali che costituivano la principale opposizione al governo della Dieta. Alcune di queste riforme vennero portate avanti dopo la morte di Francesco I nel 1835 e la successione di Ferdinando V (1835-48). Nel 1843 venne varata una legge che prevedeva la proclamazione dell'ungherese a lingua nazionale, con molte e pesanti obiezioni da parte di croati, slovacchi, serbi e rumeni che abitavano il territorio.

### L'Ausgleich
Fin dalla prima metà dell'Ottocento gli ungheresi chiesero inutilmente maggiore indipendenza all'imperatore Francesco Giuseppe, finché con i moti del 1848 le aspirazioni magiare furono soffocate con le armi. Fu attraverso un lungo cammino diplomatico, per il quale si adoperò personalmente anche l'imperatrice Elisabetta ("Sissi"), che nel 1867 si giunse all'Ausgleich tra l'Impero d'Austria e il Regno d'Ungheria, una sorta di "bilanciamento" tra le due monarchie che vennero costituite, con il nome di Impero austro-ungarico, in unione personale sotto la figura di Francesco Giuseppe.

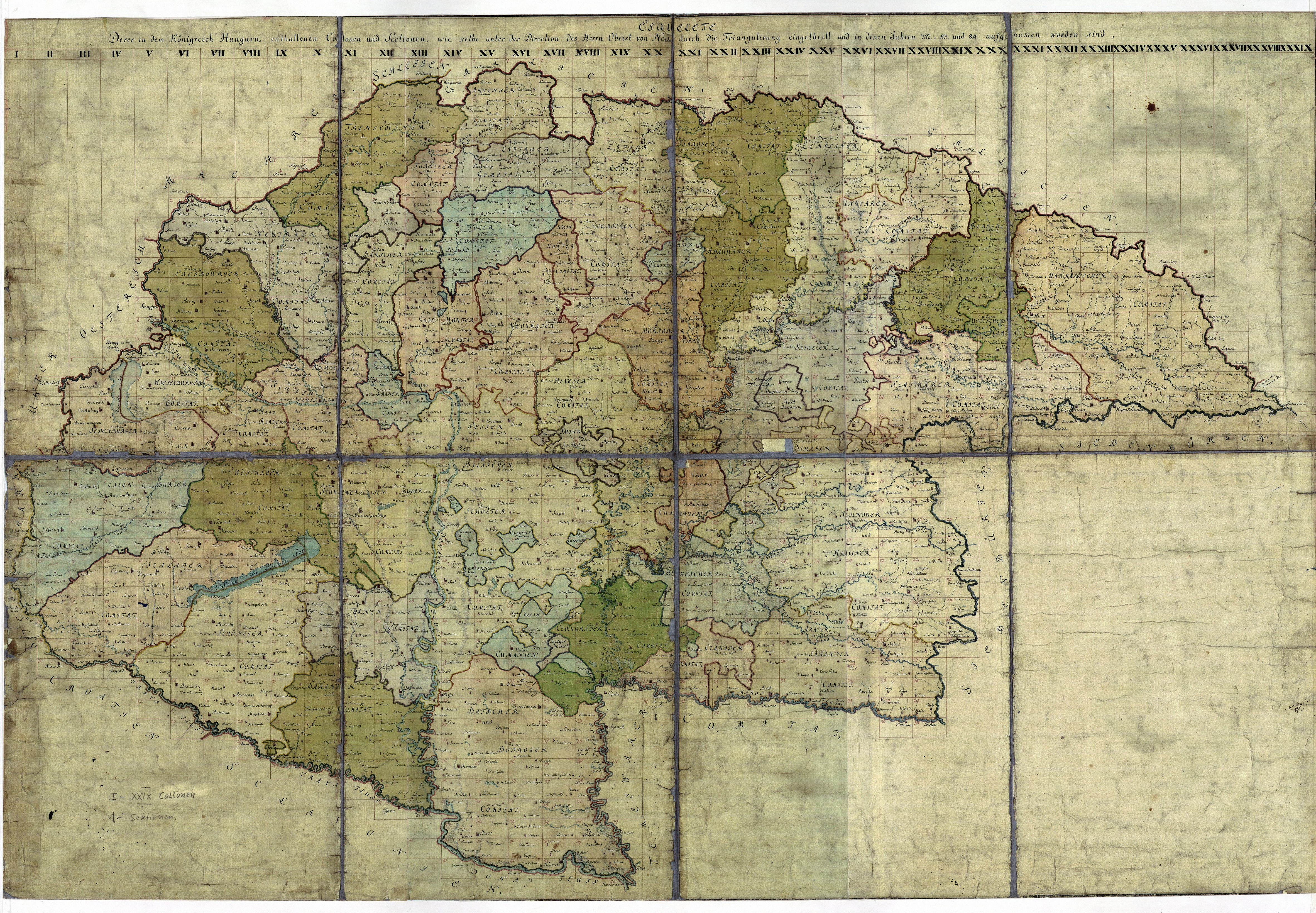
Mappa militare dell’Ungheria (1782-5)

La suddivisione del Regno in comitati

L'Ungheria all'interno dell'Impero austro-ungarico, divenne nota come Terre della Corona di Santo Stefano.

## Divisione amministrativa asburgica
Gli antichi comitati del Regno d'Ungheria costituirono per lunghi secoli la principale suddivisione amministrativa del regno danubiano. In seguito all'ultima riforma amministrativa del 1867 ve ne erano ben 71 (di cui otto appartenenti al Regno di Croazia-Slavonia).
L'Ungheria in senso stretto (ossia l'Ungheria esclusa la Croazia-Slavonia) era tradizionalmente suddivisa in quattro grandi circoli, di cui fino al 1876 la Transilvania costituiva il quinto. Quando nel 1876 venne introdotta una suddivisione generale in comitati, l'Ungheria fu di nuovo suddivisa in sette circoli, di cui la Transilvania ne era uno.

## Governatori
- Palatino (Regno d'Ungheria)